# Логачёвка (Харьковская область)
Логачёвка либо Логачовка (укр. Логачівка) — село, Пономаренковский сельский совет, Харьковский район, Харьковская область, Украина.
Код КОАТУУ — 6325183005. Население по переписи 2001 года составляет 512 (231/281 м/ж) человек.

## Географическое положение
Село Логачёвка находится на одном из истоков реки Студёнок на её правом (западном) берегу; ниже по течению на расстоянии в 1 км расположены сёла Лелюки, Пономаренки и Хролы (ранее Фролы).
На расстоянии в 1 км находится граница города Харькова (посёлок имени Фрунзе).

## История
- Деревня впервые упоминается в 1782 году. Начальное название – хутор Никольский. Самый первый владелец села – помещик Николай Амвросиевич Логачев[2]
- В 1940 году, перед ВОВ, на хуторе Логачёвка, находившемся на правом берегу реки Студёнок, было 46 дворов[9].
- На карте 2000 года село называется Логачовка.[1]

В 2020 году Пономаренковский сельсовет вошёл в состав Харькова.

## Экономика
- ООО «Лидер».